# Billister

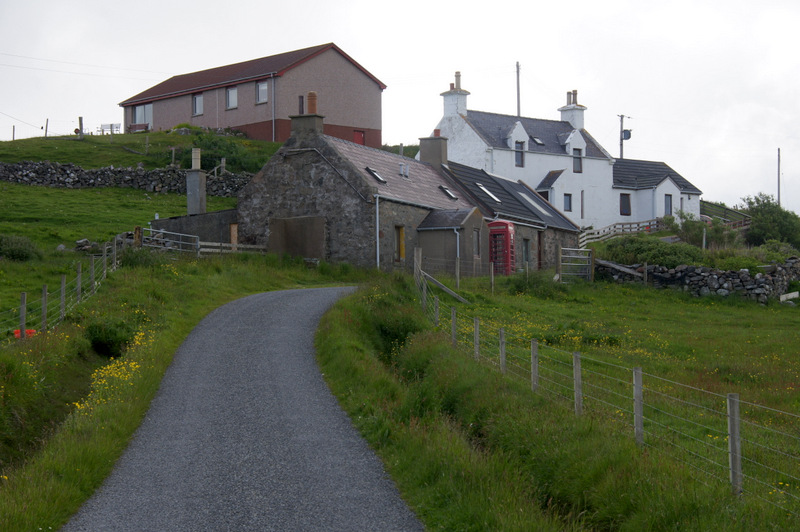
Blick auf den Ort

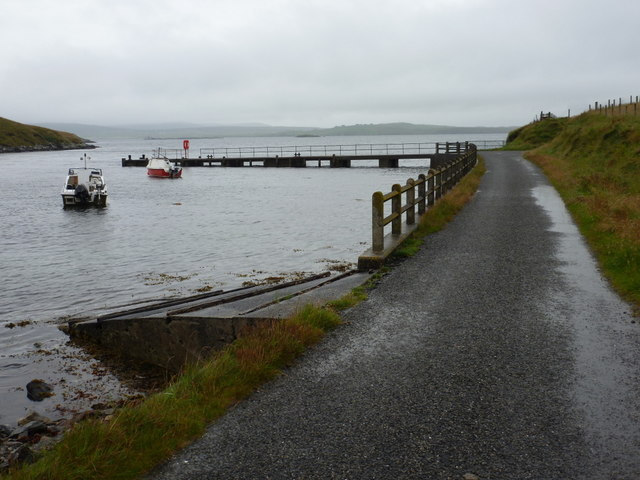
Das Pier von Billister

Billister (auch  Bellister) ist eine Ortschaft, die im Nordosten von Mainland, der Hauptinsel der zu Schottland zählenden Shetlands liegt.

## Geographie
Billister liegt im Südwesten der Bucht Bight of Bellister, die zum nördlich gelegenen Dury Voes gehört. Gegenüber, im Südwesten, befindet sich The Vadill, der mit der Bucht über den Lax Firth verbunden ist. Überragt wird der Ort im Südosten vom 120 Meter hohen East Hill of Bellister. Die nächstgelegene Ortschaft ist Laxfirth im Südwesten.

## Historisches
Im Rahmen der historischen Gliederung Schottlands in Civil Parishes zählt der Ort zu Nesting. Bei Billister gibt es einen Burnt Mound, der 1974 als Scheduled Monument ausgewiesen worden ist.